# Rhampsinitus salti
Rhampsinitus salti is een hooiwagen uit de familie echte hooiwagens (Phalangiidae).